# Castelo de Bodelwyddan

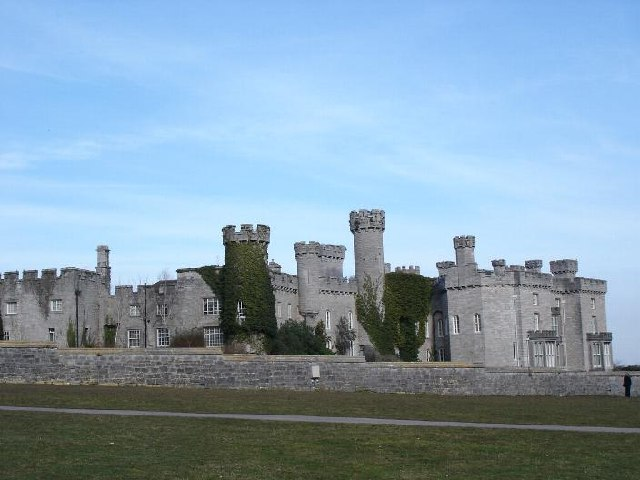
Castelo de Bodelwyddan, País de Gales.

O Castelo de Bodelwyddan (em língua inglesa Bodelwyddan Castle) encontra-se localizado em Bodelwyddan, Denbighshire, País de Gales. O castelo foi comprado dos Humphreys por Sir William Williams, presidente da Câmara dos Comuns de 1680 a 1681.

## Reforma
O castelo existente foi reconstruído entre 1830 e 1832 por Sir John Hay Williams, que contratou os arquitetos Joseph Hansom (inventor do táxi Hansom) e Edward Welch para reformar e ampliar o local. Porém, a fortuna da família Williams começou a decair na década de 1850, devido à perda da principal fonte de renda da propriedade, a mineração de chumbo. O castelo foi descrito como um dos projetos mais ambiciosos de Hansom, "sendo extremamente dramático devido a seus antecessores". Ao mesmo tempo, foram realizados trabalhos para a construção de um muro da propriedade e jardins formais.
Outros trabalhos de reforma foram realizados na década de 1880 por Sir Herbert, 7.º Baronet, que herdou o Castelo Bodelwyddan do seu primo. Na Primeira Guerra Mundial, a casa foi utilizada por soldados baseados no acampamento Kinmel, que durante esse período, usaram os terrenos da propriedade como hospital para a recuperação de soldados feridos e para treino nas trincheiras. Vestígios dessas trincheiras ainda podem ser vistos no local.

## Lowther College
Em 1920, o custo de manutenção do castelo e da propriedade havia aumentado demais, e a família Williams-Wynn alugou Bodelwyddan para o Lowther College, uma escola particular para meninas. A escola foi formada em 1896 em Lytham St. Annes em Lancashire por Florence Lindley. O Lowther College comprou a propriedade cinco anos depois, em 1925. A escola é considerada uma das primeiras escolas particulares para meninas que têm a sua própria piscina, e também tinha um campo de golfe privado. Os Tableaux do Lowther College eram bem vistos na comunidade pela sua excelência musical. Os meninos foram admitidos em 1977. A escola foi fechada em 1982 devido a problemas financeiros.

## Museu e centro de artes
Na década de 1980, o local foi comprado pelo Conselho do Condado de Clwyd visando desenvolver o castelo como atração turística. A casa histórica e os terrenos foram abertos ao público e administrados pela Bodelwyddan Castle Trust, uma registada instituição de caridade independente.
Foram formadas parcerias com a Galeria Nacional de Retratos e a Academia Real de Artes, para que o castelo pudesse ser usado para exibir objetos dessas coleções. Para abrigar esses itens, o interior do castelo foi restaurado por Roderick Gradidge, especialista em arquitetura vitoriana. A galeria de retratos foi aberta em 1988 e foi nomeada "Museu do Ano" em 1989. A associação do castelo à Galeria Nacional de Retratos chegou ao fim em 2017, depois que o financiamento foi cortado pelo Conselho do Condado de Denbighshire, que decidiu vender o local, com o museu e os jardins fechando em 2019.
Encontra-se classificado no grau "II" do "Listed building" desde 16 de novembro de 1962.